# الحرس الأحمر (الصين)
الحرس الأحمر هي حركة اجتماعية شبه عسكرية يقودها الطلاب جماهيريًا تم حشدها وتوجيهها من قبل الرئيس ماو تسي تونج في الفترة من عام 1966 إلى 1967، خلال المرحلة الأولى من الثورة الثقافية الصينية التي كان قد أسسها. وبحسب قيادي بالحرس الأحمر، كانت أهداف الحركة على النحو التالي:
على الرغم من مواجهة المقاومة في وقت مبكر، تلقى الحرس الأحمر دعمًا شخصيًا من ماو، ونمت الحركة بسرعة. بلغت الحركة في بكين ذروتها خلال «أغسطس الأحمر» عام 1966، والذي امتد لاحقًا إلى مناطق أخرى في الصين القارية.  استخدم ماو الجماعة كدعاية ولتحقيق أهداف مثل الاستيلاء على السلطة وتدمير رموز ماضي الصين ما قبل الشيوعية («الأربعة القدامى»)، بما في ذلك القطع الأثرية القديمة ومقابر الشخصيات الصينية البارزة. علاوة على ذلك، كانت الحكومة متساهلة جدًا مع الحرس الأحمر، بل وسمحت للحرس الأحمر بإلحاق الأذى الجسدي بمن يُنظر إليهم على أنهم منشقون.
سرعان ما خرجت الحركة عن السيطرة، وكثيراً ما دخلت في صراع مع السلطة، وباتت تهدد الأمن العام إلى أن بذلت الحكومة جهودًا لكبح الشباب، حتى أن ماو نفسه وجد الطلاب اليساريين قد أصبحوا متطرفين للغاية. كما عانت مجموعات الحرس الأحمر من الاقتتال الداخلي مع تطور الفصائل بينهم. بحلول نهاية عام 1968، تم حل المجموعة كحركة رسمية.

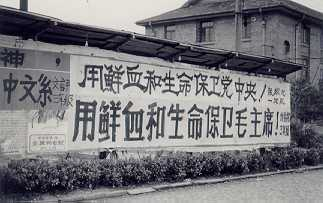
شعار سياسي للحرس الأحمر في حرم جامعة فودان، شنغهاي، الصين. يقول «دافعوا عن اللجنة المركزية بدمائنا وحياتنا! دافعوا عن الرئيس ماو بدمائنا وحياتنا!»

## أصول الحركة
كان الطلاب الأوائل الذين أطلقوا على أنفسهم اسم «الحرس الأحمر» في الصين من المدرسة الإعدادية بجامعة تسينغهوا، والذين تم منحهم الإسم للتوقيع على ملصقين كبيرين تم إصدارهما في الفترة من 25 أيار إلى 2 حزيران 1966. يعتقد الطلاب أن انتقاد مسرحية «هاي روي الذي تم عزله من المكتب» هي قضية سياسية وتحتاج إلى مزيد من الاهتمام. مجموعة الطلاب - بقيادة زهانغ تشينغزهي في مدرسة تسينغهوا المتوسطة وني يوانتزي في جامعة بكين - كتبوا الملصقات في الأصل كنقد بناء لجامعة تسينغ - هوا وإدارات جامعة بكين، الذين اتهموا بإيواء النخب الفكرية والميول البرجوازية. جاء معظم أفراد الحرس الأحمر الأوائل مما يسمى «الفئات الحمراء الخمس». 

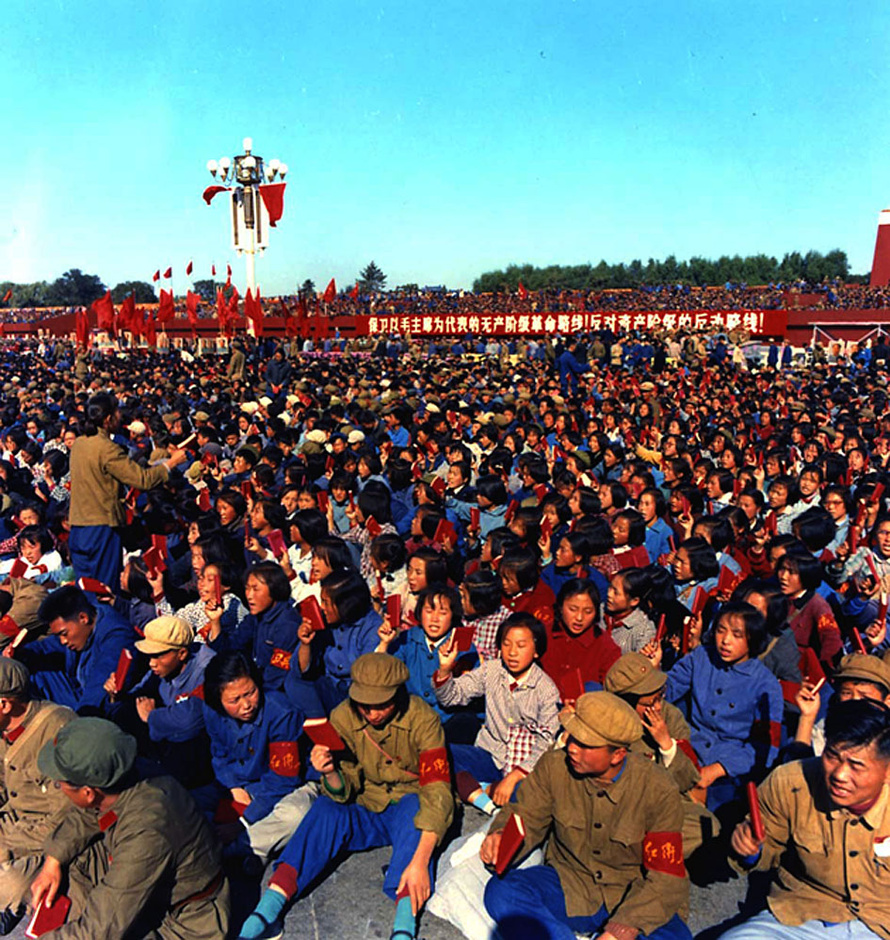
الحرس الأحمر عام 1966

تم استنكار الحرس الأحمر باعتباره معاديًا للثورة ومتطرفين من قبل إدارة المدرسة والطلاب الزملاء وأجبروا على الاجتماع سراً بين أنقاض القصر الصيفي القديم. ومع ذلك، أمر الرئيس ماو تسي تونغ ببث بيان الحرس الأحمر على الإذاعة الوطنية ونشره في صحيفة الشعب اليومية. أعطى هذا الإجراء الحرس الأحمر الشرعية السياسية، وسرعان ما بدأت المجموعات الطلابية في الظهور في جميع أنحاء الصين.
بسبب الانقسامات التي ظهرت بالفعل في حركة الحرس الأحمر، اتخذ الرئيس ليو شاوتشي قرارًا في أوائل حزيران من العام 1966 بإرسال فرق عمل للحزب الشيوعي الصيني (CCP).  قاد مجموعات العمل هذه زهانغ تشونكياو، رئيس إدارة الدعاية الصينية، في محاولة من قبل الحزب لإبقاء الحركة تحت السيطرة. تم تشكيل مجموعات متنافسة من الحرس الأحمر بقيادة أبناء وبنات الكوادر من قبل فرق العمل هذه لصد هجمات من هم في مواقع السلطة تجاه العناصر البرجوازية في المجتمع، وخاصة المثقفين.  بالإضافة إلى ذلك، هاجمت هذه الجماعات المتمردة المدعومة من الحزب أيضًا الطلاب ذوي الخلفيات الطبقية «السيئة»، بما في ذلك أبناء الملاك والرأسماليين السابقين.  كانت هذه الإجراءات كلها محاولات من قبل الحزب الشيوعي الصيني للحفاظ على حكومة الدولة الحالية وجهازها. 
ماو نفسه كان قلقًا من أن فرق العمل هذه كانت تعرقل مسار الثورة الثقافية، لذلك أرسل تشن بودا وجيانغ تشينغ وكانغ شنغ وآخرين للانضمام إلى الحرس الأحمر ومحاربة فرق العمل. 
في تموز عام 1966، أمر ماو بإزالة فرق العمل المتبقية (وكان ذلك ضد رغبات ليو شاوتشي) وأدان ماو تصرفات فرق العمل المعروفة باسم «خمسون يومًا من الإرهاب الأبيض».  كان الحرس الأحمر بعد ذلك أحرارًا في التنظيم دون قيود الحزب، وفي غضون أسابيع قليلة، وبتشجيع من أنصار ماو، ظهرت مجموعات الحرس الأحمر في كل مدرسة تقريبًا في الصين.

## دورهم في الثورة الثقافية

### آب الأحمر والإرهاب الأحمر

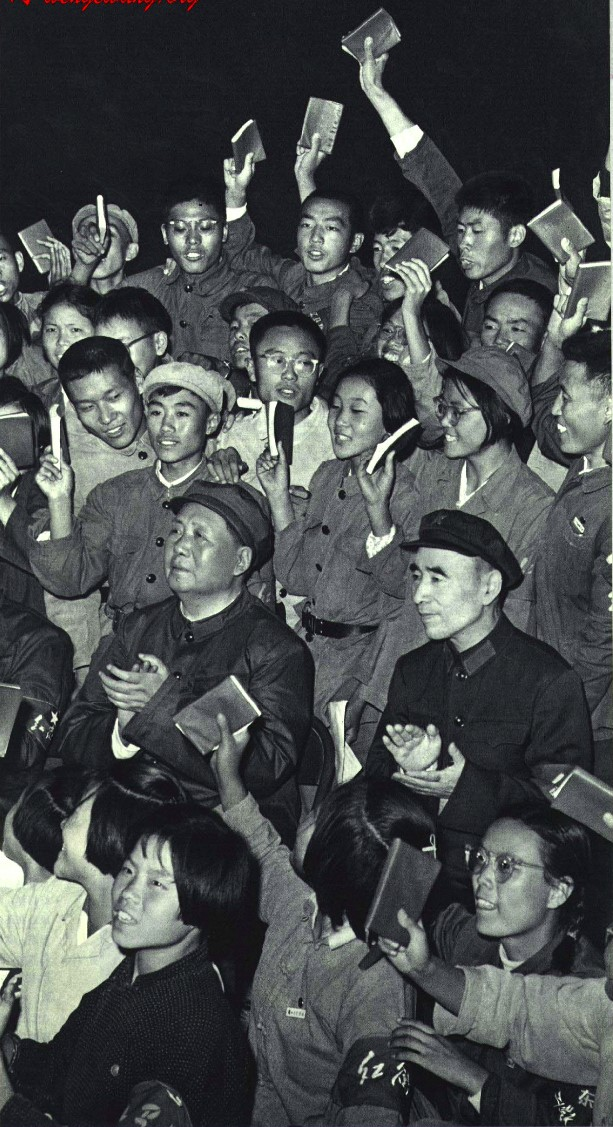
ظهور علني للرئيس ماو والقائد الشيوعي لين بياو بين الحرس الأحمر في بكين، خلال الثورة الثقافية (عام 1966)

أعرب ماو تسي تونغ عن موافقته الشخصية ودعمه للحرس الأحمر في رسالة إلى الحرس الأحمر بجامعة تسينغهوا في منتصف عام 1966. خلال مذابح «آب الأحمر» في بكين، أعطى ماو دفعة عامة للحركة في مسيرة حاشدة يوم 18 آب في ميدان تيانانمين. ظهر ماو على قمة تيانانمين مرتديًا زيًا عسكريًا أخضر زيتونيًا، وهو النوع الذي يفضله الحرس الأحمر، لكنه لم يرتديه بعد ذلك لسنوات عديدة.  لقد استقبل شخصياً 1500 من الحرس الأحمر ولوح لـ 800000 من الحرس الأحمر والمتفرجين أمامه.  تعرض عدد كبير من أعضاء «الفئات السوداء الخمس» المصنفين كأعداء للثورة الصينية للاضطهاد وحتى القتل.  
قاد المسيرة تشين بودا وألقى لين بياو كلمة رئيسية.  كما ألقى قادة الحرس الأحمر بقيادة ني يوانزي خطابات.  وضع قائد الحرس الأحمر في المدرسة الثانوية سونغ بينبين شارة حمراء منقوشة عليها رموز «الحرس الأحمر» على رئيس مجلس الإدارة، الذي وقف لمدة ست ساعات.  كانت مسيرة 8-18، كما كانت تسمى لديهم، هي الأولى من ثمانية حفلات استقبال أقامها الرئيس للحرس الأحمر في تيانانمين في خريف عام 1966. كان هذا التجمع هو الذي يدل على بداية انخراط الحرس الأحمر في تنفيذ أهداف الثورة الثقافية.
وقاد كانغ شنغ مسيرة ثانية في 31 آب، وارتدى لين بياو أيضًا شارة ذراع حمراء. تم عقد التجمع الأخير في 26 تشرين الثاني 1966عام. إجمالًا، استقبل الرئيس 11 إلى 12 مليونًا من الحرس الأحمر، سافر معظمهم من بعيد لحضور المسيرات   بما في ذلك تجمعاً أقيم في العيد الوطني 1966، والذي تضمن العرض المدني العسكري المعتاد.

### الهجمات على «الأربعة الكبار»

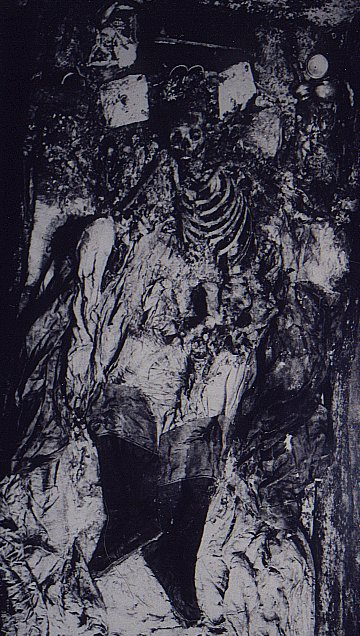
بقايا إمبراطور وانلي من سلالة مينغ في مقابر مينغ. قام الحرس الأحمر بسحب رفات إمبراطور وانلي وإمبراطوراتهم إلى مقدمة القبر، حيث تم «استنكارهم» بعد وفاتهم وإحراقهم.

في آب 1966، صادقت الجلسة الكاملة الحادية عشرة للجنة المركزية للحزب الشيوعي الصيني على «ستة عشر مادة»، وهي وثيقة تنص على أهداف الثورة الثقافية والدور الذي سيُطلب من الطلاب القيام به في الحركة. بعد مسيرة 18 آب، وجهت مجموعة الثورة الثقافية الحرس الأحمر لمهاجمة «الأربعة الكبار» في المجتمع الصيني (أي العادات القديمة، والثقافة القديمة، والعادات القديمة، والأفكار القديمة). سار الحرس الأحمر في جميع أنحاء الصين لبقية العام في حملة للقضاء على «الأربعة الكبار». تم تدمير الكتب القديمة والفنون، ونُهبت المتاحف، وأعيد تسمية الشوارع بأسماء ثورية جديدة، وزينت بصور وأقوال ماو. تعرضت العديد من المعابد والأضرحة الشهيرة ومواقع التراث الأخرى في بكين للهجوم.
سرعان ما تحولت الهجمات على الثقافة إلى هجمات على الناس. مع تجاهل المبادئ التوجيهية الواردة في «المقالات الستة عشر» التي تنص على استخدام الإقناع وليس القوة لإحداث ثورة ثقافية، تم إدانة المسؤولين في مناصب السلطة و «العناصر البرجوازية» وتعرضوا لهجمات جسدية ونفسية.  في 22 آب 1966، صدر توجيه مركزي لوقف تدخل الشرطة في أنشطة الحرس الأحمر. أولئك في قوة الشرطة الذين تحدوا هذا الإشعار وُصفوا بأنهم «معادون للثورة». وإن مما زاد من حدة تصرفات الحرس الأحمر مدح ماو لهم وتأييدهم بشكل فعال، ما أدى إلى ازدياد العنف لحد كبير.
تضمنت أكثر جوانب الحملة بشاعة العديد من حوادث التعذيب والقتل والإذلال العلني. لم يعد بإمكان العديد من الأشخاص الذين كانوا أهدافًا لـ «النضال» تحمل ذلك الضغط ما حدى بعدد منهم على الانتحار. في شهري آب وأيلول من عام 1966، قُتل 1772 شخصًا في بكين وحدها. أما في ثاني أكبر المدن شنغهاي، كان هناك 704 حالة انتحار و 534 حالة وفاة مرتبطة بالثورة الثقافية. في ووهان كان هناك 62 حالة انتحار و 32 جريمة قتل خلال نفس الفترة.

### اشتباكاتهم معجيش التحرير الشعبي
لم يكن الحرس الأحمر بلا منازع تمامًا. لم يُسمح لهم بدخول زهونغ نانهي، أو المدينة المحرمة، أو أي منشأة عسكرية كُلفت بمعلومات سرية (مثل الاستخبارات الخاصة، وتطوير الأسلحة النووية). حاول أعضاء من الحرس الأحمر اقتحام زهونغ نانهي مقر حزب التحرير الشعبي عدة مرات وأطلق الفوج 8341 الخاص المسؤول عن أمن وحماية ماو، النار عليهم دون أن يحالفهم الحظ في الإقتحام.
روج جيانغ تشينغ لفكرة أن على الحرس الأحمر أن «يسحق جيش التحرير الشعبي»،  ويبدو أن لين بياو كان يدعم خطط الحرس الأحمر (على سبيل المثال، السماح للحرس الأحمر بنهب الثكنات). في الوقت نفسه، تجاهل العديد من القادة العسكريين في جيش التحرير الشعبي، متغافلين عن الفوضى الداخلية المستمرة التي كان على جيش التحرير الشعبي الصيني أن يتعامل معها، ومتجاهلين تسلسل قيادتهم، فهاجموا أعضاء الحرس الأحمر كلما تعرضت قواعدهم أو أفرادهم للتهديد. عندما دخل الحرس الأحمر المصانع ومناطق الإنتاج الأخرى، واجهوا مقاومة في شكل مجموعات العمال والفلاحين الذين كانوا حريصين على الحفاظ على الوضع الراهن.  بالإضافة إلى ذلك، كانت هناك انقسامات مريرة داخل حركة الحرس الأحمر نفسها، لا سيما على أسس اجتماعية وسياسية. غالبًا ما وجد الطلاب الأكثر تطرفاً أنفسهم في صراع مع الحرس الأحمر الأكثر تحفظًا. 
كما حاولت القيادة في بكين في نفس الوقت كبح جماح الحرس الأحمر وتشجيعه، مما زاد من الارتباك على الوضع الفوضوي بالأصل. من جهة، كررت مجموعة الثورة الثقافية دعواتها إلى اللاعنف. من جهة أخرى، طُلب من جيش التحرير الشعبي مساعدة الحرس الأحمر في النقل والإقامة، والمساعدة في تنظيم التجمعات.  بحلول نهاية عام 1966، كان رأي معظم مجموعة الثورة الثقافية أن الحرس الأحمر أصبح عبئًا سياسيًا.  أدت الحملة ضد أصحاب الطرق الرأسمالية إلى المزيد من الفوضى، وأدت تصرفات الحرس الأحمر إلى المحافظة بين العمال الصينيين، كما أن الافتقار إلى الانضباط والانقسام في الحركة جعل الحرس الأحمر خطيرًا سياسيًا. شهد عام 1967 قرار إنهاء الحركة الطلابية.

## قمعهم من قبل جيش التحرير الشعبي (1967-1968)
بحلول شباط 1967، كان الرأي السياسي في المركز قد قرر إزالة الحرس الأحمر من ساحة الثورة الثقافية من أجل الاستقرار. قمع جيش التحرير الشعبي بالقوة مجموعات الحرس الأحمر الأكثر تطرفاً في مقاطعات سيتشوان وآنهوي وخونان وفوجيان وهوبي. كما أُمر الطلاب بالعودة إلى المدارس؛ تم وصف التطرف الطلابي بأنه «مضاد للثورة» وتم حظره. إضافة إلى ذلك تم تصنيف هذه المجموعات ومؤيديها فيما بعد على أنها عناصر يسارية متطرفة. واجه أعضاء الحرس الأحمر قمع وحشي من قبل جيش التحرير الشعبي الذي نفذ عمليات إعدام جماعية للحرس الأحمر في مقاطعة جوانجشي لم يسبق لها مثيل في الثورة الثقافية.

## إعادة التأهيل
من عام 1962 إلى عام 1979، تم إرسال 16 إلى 18 مليون شاب إلى الأرياف لإعادة تأهيلهم وذلك بهدف نزع فتيل التعصب الطلابي الذي أطلقه الحرس الأحمر من خلال الإستفادة العقلية من الحياة الفقيرة في الأرياف.

## ملحوظات
1. ↑  Teiwes
2. ↑  Chong، Woei Lien (2002). China's Great Proletarian Cultural Revolution: Master Narratives and Post-Mao Counternarratives. Rowman & Littlefield. ISBN:9780742518742. مؤرشف من الأصل في 2021-03-08 – عبر Google Books.
3. ↑  Wang، Youqin (2001). "Student Attacks Against Teachers: The Revolution of 1966" (PDF). The University of Chicago. مؤرشف من الأصل (PDF) في 2020-04-17.
4. ↑  Jian, Guo; Song, Yongyi; Zhou, Yuan (2006). Historical Dictionary of the Chinese Cultural Revolution (بالإنجليزية). Scarecrow Press. ISBN:978-0-8108-6491-7. Archived from the original on 2020-06-11. Retrieved 2020-07-10.
5. ↑  MacFarquhar، Roderick؛ Schoenhals، Michael (2006). Mao's Last Revolution. دار نشر جامعة هارفارد. مؤرشف من الأصل في 2022-06-02.
6. 1 2 3  Chesneaux, p. 141
7. ↑  Jiaqi، Yan؛ Gao Gao (1996). Turbulent Decade: A History of the Cultural Revolution. University of Hawaii Press. ص. 56–64. ISBN:0-8248-1695-1. مؤرشف من الأصل في 2022-07-12.
8. ↑  Tanigawa, Shinichi (2007). Dynamics of the Chinese Cultural Revolution in the Countryside: Shaanxi, 1966–1971 (بالإنجليزية). Stanford University. ISBN:978-0-549-06376-6. Archived from the original on 2022-03-17.
9. ↑  Singer, Martin (2020). Educated Youth and the Cultural Revolution in China (بالإنجليزية). University of Michigan Press. ISBN:978-0-472-03814-5. Archived from the original on 2022-07-11.
10. 1 2 3  Meisner, p. 334
11. ↑  Jiaqi، Yan؛ Gao Gao (1996). Turbulent Decade: A History of the Cultural Revolution. University of Hawaii Press. ص. 56–64. ISBN:0-8248-1695-1. مؤرشف من الأصل في 2022-10-13.Jiaqi, Yan; Gao Gao (1996).
12. ↑  Meisner, p. 335
13. ↑  Meisner, p. 366
14. 1 2 3 4 5  (Chinese)Ni، Tianqi (7 أبريل 2011). "倪天祚, "毛主席八次接见红卫兵的组织工作" 中国共产党新闻网" [Chairman Mao received the organization of the Red Guards eight times.]. people.com.cn. مؤرشف من الأصل في 2018-10-01.
15. ↑  Wang، Youqin (2001). "Student Attacks Against Teachers: The Revolution of 1966" (PDF). The University of Chicago. مؤرشف من الأصل (PDF) في 2020-04-17.Wang, Youqin (2001).
16. ↑  Jian, Guo; Song, Yongyi; Zhou, Yuan (2006). Historical Dictionary of the Chinese Cultural Revolution (بالإنجليزية). Scarecrow Press. ISBN:978-0-8108-6491-7. Archived from the original on 2020-06-11. Retrieved 2020-07-10.Jian, Guo; Song, Yongyi; Zhou, Yuan (2006).
17. 1 2  (Chinese)Ni، Tianqi (7 أبريل 2011). "倪天祚, "毛主席八次接见红卫兵的组织工作" 中国共产党新闻网" [Chairman Mao received the organization of the Red Guards eight times.]. people.com.cn. مؤرشف من الأصل في 2022-07-17.Ni, Tianqi (7 April 2011).
18. ↑  Van der Sprenkel, p. 455
19. 1 2 3 4  Meisner, p. 340
20. ↑  Melvin، Shelia (7 سبتمبر 2011). "China's Reluctant Emperor". نيويورك تايمز. مؤرشف من الأصل في 2022-03-24.
21. 1 2  Meisner, p. 339
22. ↑  Joseph Esherick؛ Paul Pickowicz؛ Andrew George Walder (2006). The Chinese cultural revolution as history. Stanford University Press. ص. 92. ISBN:0-8047-5350-4.
23. ↑  MacFarquhar, Roderick and Schoenhals, Michael.
24. ↑  MacFarquhar & Schoenhals; p. 515
25. ↑  MacFarquhar & Schoenhals; p. 124
26. 1 2  Meisner, pp. 339–340
27. ↑  Meisner, p. 341